# Cabinet Zinn I
Land de Hesse
Stock Zinn II
Le cabinet Zinn I (en allemand : Kabinett Zinn I) est le gouvernement du Land de Hesse entre le 10 janvier 1951 et le 19 janvier 1955, durant la 2e législature du Landtag.

## Historique du mandat
Dirigé par le nouveau ministre-président social-démocrate Georg August Zinn, ce gouvernement est constitué et soutenu par le Parti social-démocrate d'Allemagne (SPD). Seul, il dispose de 47 députés sur 80, soit 58,8 % des sièges du Landtag.
Il est formé à la suite des élections législatives régionales du 19 novembre 1950.
Il succède donc au cabinet du social-démocrate Christian Stock, constitué et soutenu par une « grande coalition » entre le SPD et l'Union chrétienne-démocrate d'Allemagne (CDU).
Au cours du scrutin, le SPD réalise un résultat de plus de 44 % des voix, tandis que la CDU s'effondre au profit du Parti libéral-démocrate (FDP). Bénéficiant d'une majorité claire, le Parti social-démocrate décide de gouverner seul et renvoie la CDU dans l'opposition.
Georg August Zinn est investi ministre-président le 14 décembre et son gouvernement de quatre ministres est assermenté 27 jours plus tard.
Lors des élections de 1954, le SPD perd sa majorité absolue mais reste la première force politique régionale. Zinn s'associe alors avec la Fédération des expulsés et des réfugiés (BHE) et constitue en janvier 1955 son deuxième cabinet.

## Composition
| Poste | Ministre | Ministre                                         | Parti |
| --- | -------- | ------------------------------------------------ | ----- |
| Ministre-président Ministre de la Justice                                                                                |          | Georg August Zinn                                | SPD   |
| Vice-ministre-président Ministre de l'Intérieur                                                                          |          | Heinrich Zinnkann                                | SPD   |
| Ministre des Finances |          | Heinrich Troeger                                 | SPD   |
| Ministre du Travail, de l'Agriculture et de l'Économie Ministre du Travail, de l'Économie et des Transports (14/01/1953) |          | Heinrich Fischer                                 | SPD   |
| Ministre de l'Agriculture et des Forêts (14/01/1953)                                                                     |          | Ludwig Bodenbender                               | SPD   |
| Ministre de l'Instruction et de l'Éducation publique                                                                     |          | Ludwig Metzger (jusqu'au 02/12/1953) Arno Hennig | SPD   |